# SpVgg Greuther Fürth
 (août 2023).
Si vous disposez d'ouvrages ou d'articles de référence ou si vous connaissez des sites web de qualité traitant du thème abordé ici, merci de compléter l'article en donnant les références utiles à sa vérifiabilité et en les liant à la section « Notes et références ».
Maillots
Actualités
Le SpVgg Greuther Fürth est un club allemand de football évoluant en Bundesliga et basé à Fürth.

## Histoire

### Spielvereinigung Fürth
Les origines du SpVgg Fürth se trouvent dans la création, le 23 septembre 1903, d'une section de football au sein du club de gymnastique Turnverein 1860 Fürth. En novembre 1906, les footballeurs suivent leur propre voie en tant que club indépendant, après ne pas avoir reçu suffisamment de soutien de la part du TV Fürth. L'équipe joue en Ostkreisliga et y remporte des titres de division en 1912, 1913 et 1914 avant de participer aux éliminatoires régionales de la Süddeutsche (Allemagne du Sud) pour le championnat national. Dès le début, il y a une grande rivalité entre le SpVgg Fürth et le 1.FC Nuremberg, basé sur la rivalité historique entre les deux villes voisines. Le club se développe rapidement et, en 1914, il compte 3 000 membres et est le plus grand club sportif d'Allemagne. Lorsque le club construit son propre stade, le Sportpark Ronhof, en 1910, il est le plus grand stade d'Allemagne à l'époque.

#### Champions nationaux
Fürth remporte son premier titre national en 1914 sous la direction de l'entraîneur anglais William Townley. Ils affronte le VfB Leipzig - champion en titre avec trois titres à leur actif - lors de la finale qui se déroule le 31 mai à Magdebourg. Un suspense de 154 minutes, le plus long match de l'histoire du football allemand, se termine sur un but en or de Fürth pour décrocher le titre. L'équipe connaît une solide série de succès tout au long des années 1920 et jusqu'au début des années 1930, en commençant par une participation à la finale nationale en 1920 contre le 1. FC Nuremberg, qui est le côté dominant de la décennie. La rivalité entre les deux clubs est telle qu'un joueur vedette de SpVgg est contraint de partir après avoir épousé une fille de la ville de Nuremberg. En 1924, pour la première et unique fois, l'équipe nationale allemande est composée exclusivement de joueurs de deux équipes seulement - Fürth et 1. FC Nuremberg - et les joueurs des deux équipes dorment dans des wagons séparés.
SpVgg se montre régulièrement sur la scène nationale, se qualifiant pour les demi-finales en 1923 et 1931. Ils remportent deux autres championnats - en 1926 et 1929 - et ces deux victoires sont remportées aux dépens du Hertha BSC. Au cours de cette période, le club dispute cinq finales de la Süddeutscher Pokal (en:South German Cup) et remporte la coupe à quatre reprises. Le 27 août 1929, l'association est rejointe par le FC Schneidig Fürth.
Le football allemand est réorganisé en 1933 sous le Troisième Reich en 16 Gauligen de première division. Fürth fait partie de la Gauliga Bavière, mais son succès au cours de la douzaine de saisons suivantes se limite à un titre de division en 1935, aux côtés de participations régulières à la Tschammerpokal, prédécesseur de la DFB-Pokal d'aujourd'hui.

#### L'après-guerre
Après la guerre, l'équipe connaît trois saisons difficiles en Oberliga Süd (I) avant de descendre en Landesliga Bayern (II). SpVgg se rétablit rapidement et retourne en Oberliga la saison suivante. Ils y remportent le titre en 1950 et se qualifient pour les éliminatoires nationales, se qualifiant pour les demi-finales avant d'être éliminés 1-4 par le VfB Stuttgart. En 1954, deux joueurs du SpVgg, Karl Mai et Herbert Erhardt, font partie de l'équipe "Miracle de Berne" qui remporte la première Coupe du monde de football de l'Allemagne.
Fürth reste une équipe de première division jusqu'à la création de la Bundesliga en 1963. Le club ne se qualifie pas comme l'une des seize équipes qui composent la nouvelle première division nationale unifiée et ils se retrouvent en deuxième division en Regionalliga Süd, où ils sont généralement une équipe de milieu de tableau dont le meilleur résultat est la troisième place l'une des seize équipes qui composent la nouvelle première den 1967. Le club joue en 2. Bundesliga depuis sa création en 1974 jusqu'en 1983 avec leur meilleure performance, une quatrième place en 1978-1979. À la fin des années 80, ils passent en Bayernliga de niveau III, avec une courte période de trois ans dans la quatrième division du Landesliga Bayern-Mitte, période pendant laquelle le club commence à éprouver d'importants problèmes financiers. En 1990, Fürth fête sa victoire 3-1 au premier tour du match DFB-Pokal contre le Borussia Dortmund, avant de s'incliner 0-1 à Saarbrücke au deuxième tour. Ils retournent en Bayernliga (III) en 1991 et en Regionalliga Süd (III) en 1994. Mais les problèmes financiers du club prennent de l'ampleur et ils sont forcés de vendre leur terrain à l'homme d'affaires local Conny Brandstätter. Les problèmes financiers continuant de s'aggraver, le président du club, Edgar Burkhart, conclu un accord avec Helmut Hack, président du TSV Vestenbergsgreuth, pour acter la fusion des deux entités et d'en nommer la résultante en SpVgg Greuther Fürth.

### TSV Vestenbergsgreuth
Pendant ce temps, la petite équipe villageoise de TSV Vestenbergsgreuth est créée le 1er février 1974 et débute en quatrième division. En 1987, ils entrent en Amateur Oberliga Bayern (III), au moment où le SpVgg Fürth descend pour jouer dans cette division. Le TSV participe aux séries éliminatoires nationales amateurs en 1988 et 1995. En 1995, le club bat en DFB-Pokal le Bayern Munich 1:0, puis le FC 08 Homburg 5:1, avant d'être éliminé au troisième tour de la compétition par le VfL Wolfsburg aux tirs au but.

### SpVgg Greuther Fürth
Au moment de la création du Vestenbergsgreuth en 1996, où les joueurs du TSV sont venus à Fürth, les deux clubs jouent à peu près au même niveau en Régionalliga Süd (III). Le SpVgg se classe deuxième derrière son rival de longue date 1. FC Nuremberg  l'année suivante, et gagne ainsi la promotion de retour en 2. Bundesliga après 18 ans, et joue en deuxième division pour la première fois depuis 1979. À cette époque, le Sportpark Ronhof, aujourd'hui Playmobil Arena, doit faire face au premier réaménagement majeur depuis les années d'après-guerre et à la construction de l'ancienne tribune principale en 1950. Ils construisent de nouvelles tribunes sur trois des quatre côtés de la pelouse, une tribune couverte sur le côté opposé de la tribune principale, une terrasse non couverte à l'extrémité nord et un espace mixte non couvert au sud du stade, ainsi que l'installation de projecteurs dans le Ronhof pour la première fois de l'histoire. Avec un stade modernisé et une stratégie de transfert intelligente, ils terminent toujours dans la moitié supérieure du tableau des 18 équipes dans les années 2000, malgré un des budgets les plus bas la plupart du temps. En 2008, le stade fait l'objet d'un autre réaménagement, avec l'installation d'un toit sur la terrasse nord et l'installation d'un bâtiment VIP à proximité de l'ancienne tribune principale. Grâce à ces travaux, la tribune principale devient la dernière partie du stade qui n'a pas été réaménagée. Le 23 avril 2012, Fürth est promu finalement en Bundesliga pour la saison 2011-2012, avant de remporter le titre de champion de 2. Bundesliga. Avec la promotion, la tribune sud construite en 1998 est démolie et une nouvelle est installée, ce qui permet d'augmenter la capacité de 14 500 à 18 000 personnes et de fournir un toit au sud pour la première fois.
Cependant, Fürth connaît une première saison difficile en Bundesliga, puisque le club ne remporte que quatre victoires en 34 matches, dont l'une sur le terrain du FC Nuremberg, lorsque les relégués de facto gagnent 1:0, maigre consolation pour les fans du Kleeblatt (fleur de trèfle, surnom du club). Le club établit également un record infâme en devenant le premier club de l'histoire de la Bundesliga à ne pas gagner un seul match à domicile pendant la saison régulière. Le club termine dernier du championnat et est relégué en 2. Bundesliga.
La saison suivante, bien qu'il n'ait pas visé la promotion, le club est un concurrent de taille pour un retour direct en Bundesliga. Une troisième place au classement final qualifie l'équipe pour les play-offs de promotion où elle affronte le Hamburger SV. Après un match nul 0:0 à Hambourg, le club rate sa promotion sur la règle du but à l'extérieur lorsque le match retour se termine par un 1:1. Depuis lors, ils se battent pour être aussi forts qu'avant la promotion en Bundesliga et ils ont failli être relégués en troisième division en 2014-2015, où seule une courte victoire contre Darmstadt lors de la 33e journée et d'autres équipes qui n'ont pas gagné lors de la 34e journée les ont maintenus dans la ligue. Au cours de la même saison, au début de la deuxième journée, ils remportent une victoire historique de 5-1 à domicile dans le Frankenderby, leur plus haute victoire à domicile jamais remportée dans un derby. Les deux années suivantes, le Spielvereinigung termine en milieu de tableau, sans craindre d'être relégué ou d'obtenir une promotion.
Début 2016, la tribune principale construite en 1950 est démolie et la construction d'une nouvelle tribune commence. Cette période de leur nouvelle histoire est caractérisée par la relégation du FC Nuremberg en 2014, ce qui permet aux deux rivaux de jouer l'un contre l'autre. Au cours de la saison 2016-2017, le Kleeblatt remporte les deux derbies pour la première fois depuis les années 70 et termine au-dessus de Nuremberg pour la première fois depuis les années 50.
Avant la saison 2017-2018, la construction de la nouvelle tribune principale  est terminée. En battant le Fortuna Düsseldorf 3-1 lors de la sixième journée, Fürth réussit à prendre la tête du classement général de 2. Bundesliga, mais se retrouvera en fin de saison à la dernière place non relégable grâce à la différence de buts, évitant ainsi les barrages.
Le 23 mai 2021 après une victoire lors de la dernière journée contre le Fortuna Düsseldorf et profitant de la défaite dans le même temps du Holstein Kiel, Fürth retrouve la première division allemande et finit vice-champion de 2. Bundesliga.

### SpVgg Greuther Fürth II
Fürth dispose également d'une équipe réserve qui joue en Oberliga Bayern (IV) depuis la saison 2001-2002 et y termine deuxième en 2006-2007. Une deuxième place en 2007-2008 signifie que l'équipe se qualifie pour jouer en Regionalliga Sud en 2008-2009.

## Repères historiques
- 1903 : fondation du club sous le nom de SpVgg Fürth [4]
- 1910 : inauguration du Sportpark Ronhof [4]
- 1996 : intégration de la section de football du TSV Vestenbergsgreuth, le club se renomme en SpVgg Greuther Fürth
- 2012 : promotion en Bundesliga pour la première fois de son histoire
- 2021 : seconde promotion en Bundesliga après 8 saisons en 2. Bundesliga.

## Identité

### Logos

Logo jusqu'en 2017.
Logo depuis 2017.

### Ancien joueurs
- Gerald Asamoah
- Herbert Erhardt
- Michael Kümmerle
- Karl Mai
- Rachid Azzouzi
- Sami Allagui
- Nii Lamptey

### Liste des entraîneurs
| Nom                       | Nationalité | Début             | Fin              |
| ------------------------- | ----------- | ----------------- | ---------------- |
| Fritz Servas              | Allemagne   | 1er juillet 1904  | 30 juin 1906     |
| Karl Burger               | Allemagne   | 1er mars 1908     | 30 avril 1911    |
| Karl Burger               | Allemagne   | 1er mars 1908     | 30 avril 1911    |
| William Townley           | Angleterre  | 8 avril 1911      | 30 novembre 1913 |
| Karl Burger               | Allemagne   | 1er décembre 1913 | 31 mars 1914     |
| William Townley           | Angleterre  | 31 mars 1914      | 30 avril 1914    |
| Karl Burger               | Allemagne   | 1er juillet 1914  | 30 juin 1917     |
| Hans Ruff                 | Allemagne   | 1er juillet 1917  | 31 mai 1922      |
| Lajos Bányai              | Hongrie     | 1er juillet 1922  | 31 juin 1924     |
| Adolf Riebe               | Autriche    | 1er janvier 1925  | 31 octobre 1925  |
| Josef Müller              | Allemagne   | 1er juillet 1925  | 30 juin 1927     |
| William Townley           | Angleterre  | 30 avril 1926     | 31 août 1927     |
| William Townley           | Angleterre  | 31 août 1930      | 1er mars 1932    |
| Ludwig Jäckel             | Allemagne   | 1er mars 1932     | 31 mars 1932     |
| Ernst Reim                | Allemagne   | 1er avril 1932    | 30 juin 1933     |
| Hans Hagen                | Allemagne   | 1er juillet 1933  | 31 mars 1934     |
| Lony Seiderer             | Allemagne   | 1er juillet 1934  | 30 juin 1936     |
| Alwin Riemke              | Allemagne   | 1er juillet 1937  | 28 février 1939  |
| Alwin Riemke              | Allemagne   | 1er janvier 1947  | 31 janvier 1947  |
| Hans Krauß                | Allemagne   | 1er décembre 1947 | 31 juillet 1948  |
| Helmut Schneider          | Allemagne   | 1er juillet 1948  | 30 juin 1951     |
| Ferdinand Fabra           | Allemagne   | 30 juin 1951      | 31 décembre 1951 |
| Hans Krauß                | Allemagne   | 1er février 1952  | 30 juin 1953     |
| Willi Hahnemann           | Autriche    | 1er juillet 1953  | 31 mai 1955      |
| Hans Schimdt              | Allemagne   | 1er juillet 1955  | 30 juin 1957     |
| Jenö Vincze               | Hongrie     | 1er juillet 1961  | 30 juin 1964     |
| Zeljko Cajkovski          | Croatie     | 1er juillet 1964  | 30 juin 1965     |
| Robert Gebhardt           | Allemagne   | 1er juillet 1966  | 30 juin 1968     |
| Fred Hoffmann             | Allemagne   | 1er juillet 1968  | 30 juin 1971     |
| Heinz Elzner              | Allemagne   | 29 février 1972   | 30 juin 1974     |
| Fred Hoffmann             | Allemagne   | 1er juillet 1974  | 30 juin 1975     |
| Hans Cieslarczyk          | Allemagne   | 1er juillet 1975  | 30 juin 1977     |
| Hannes Baldauf            | Allemagne   | 1er juillet 1977  | 30 juin 1980     |
| Dieter Schulte            | Allemagne   | 1er juillet 1980  | 28 février 1981  |
| Heinz Lucas               | Allemagne   | 1er mars 1981     | 30 juin 1981     |
| Hans-Dieter Roos          | Allemagne   | 1er juillet 1981  | 15 novembre 1981 |
| Lothar Kleim              | Allemagne   | 23 novembre 1981  | 30 juin 1982     |
| Franz Brungs              | Allemagne   | 1er juillet 1982  | 30 juin 1983     |
| Günter Gerling            | Allemagne   | 1er juillet 1983  | 30 juin 1986     |
| Lothar Kleim              | Allemagne   | 1er juillet 1986  | 28 février 1987  |
| Paul Hesselbach           | Allemagne   | 1er mars 1987     | 30 juin 1989     |
| Günter Gerling            | Allemagne   | 1er juillet 1989  | 9 avril 1995     |
| Bertram Beierlorzer       | Allemagne   | 10 avril 1995     | 30 juin 1996     |
| Armin Veh                 | Allemagne   | 1er juillet 1996  | 14 octobre 1997  |
| Benno Möhlmann            | Allemagne   | 15 octobre 1997   | 21 octobre 2000  |
| Paul Hesselbach           | Allemagne   | 22 octobre 2000   | 19 novembre 2000 |
| Uwe Erkenbrecher          | Allemagne   | 20 novembre 2000  | 19 août 2001     |
| Paul Hesselbach           | Allemagne   | 20 août 2001      | 26 octobre 2001  |
| Werner Dreßel             | Allemagne   | 27 octobre 2001   | 29 octobre 2001  |
| Eugen Hach                | Allemagne   | 30 octobre 2001   | 05 novembre 2003 |
| Werner Dreßel             | Allemagne   | 06 novembre 2003  | 29 décembre 2003 |
| Thomas Kost               | Allemagne   | 30 décembre 2003  | 17 février 2004  |
| Benno Möhlmann            | Allemagne   | 18 février 2004   | 30 juin 2007     |
| Bruno Labbadia            | Allemagne   | 1er juillet 2007  | 30 juin 2007     |
| Benno Möhlmann            | Allemagne   | 1er juillet 2008  | 20 décembre 2009 |
| Mike Büskens              | Allemagne   | 27 décembre 2009  | 20 février 2013  |
| Ludwig Preis              | Allemagne   | 21 février 2013   | 11 mars 2013     |
| Frank Kramer              | Allemagne   | 12 mars 2013      | 22 février 2015  |
| Stefan Ruthenbeck         | Allemagne   | 1er juillet 2015  | 21 novembre 2016 |
| János Radoki              | Allemagne   | 22 novembre 2016  | 21 décembre 2016 |
| Mirko Dickhaut            | Allemagne   | 22 décembre 2016  | 28 août 2017     |
| Mirko Dickhaut            | Croatie     | 10 septembre 2017 | 04 février 2019  |
| Stefan Leitl              | Allemagne   | 05 février 2019   | 30 juin 2022     |
| Marc Schneider            | Suisse      | 1er juillet 2022  | 15 octobre 2022  |
| Rainer Widmayer (interim) | Allemagne   | 15 octobre 2022   | 23 octobre 2022  |
| Alexander Zorniger        | Allemagne   | 23 octobre 2022   | 22 octobre 2024  |
| Jan Siewert               | Allemagne   | 12 novembre 2024  | 5 mai 2025       |

## Palmarès
| Compétitions nationales | Compétitions régionales                                     |
| - Championnat d'Allemagne (3) - Champion : 1914, 1926, 1929 - Championnat d'Allemagne de deuxième division (1) - Champion : 2012 - Vice-Champion : 2021 - Gauliga Bayern (1) - Champion : 1935 - Vice-Champion : 1936, 1942 | - Oberliga Sud (1) - Champion : 1950 - Vice-Champion : 1951 |